# SN 1991R
SN 1991R – supernowa typu Ib/c odkryta 9 kwietnia 1991 roku w galaktyce A155453+1900. W momencie odkrycia miała maksymalną jasność 18,00m.